# Телешов, Анатолий Васильевич
Анато́лий Васи́льевич Те́лешов (4 ноября 1928, г. Клинцы, Брянская область — 23 июля 1990, п. Зарубино, Хасанский район, Приморский край) — российский советский художник-живописец. Заслуженный художник РСФСР (1980).

## Биография
1928 Родился 4 ноября в городе Клинцы Брянской области в семье рабочих.
1934 Переехал с родителями в Приморский край.
1947—1952 учился во Владивостокском художественном училище (Приморский краевой художественный колледж) на живописно-педагогическом отделении
(преподаватели Михаил Костин и Василий Зданович).
1952—1954 Работал учителем черчения и рисования в средней школе N 37 г. Владивостока.
1952 Член товарищества Всекохудожник
1954 Первая поездка на Академическую дачу им. И. Е. Репина в Подмосковье. В последующие десятилетия неоднократно работал в этом доме творчества.
1961 Принят в члены СХ СССР.
1961 Женился на Виолетте Петровне Плотниковой (2 ноября 1934 г.р., Владивосток).
1962—1975 Член правления Приморской организации СХ.
1968 Делегат II съезда художников России, Москва (так же участвовал в работе IV,V, VI съездов художников России).
с 1970 Каждые лето и осень проводил на творческой даче в селе Андреевка Хасанского района.
1975 −1982 и 1984 −1988 Председатель правления Приморской организации СХ.
1980 Присвоено звание Заслуженный художник РСФСР.
1981—1982 и 1984 −1988 Член республиканского художественно-экспертного Совета по станковой живописи.
Награждён юбилейной медалью «За доблестный труд» (1970 г.), орденом «Знак Почёта» (1985 г.)
Скончался 23 июля 1990 года. Похоронен во Владивостоке на мемориальном Морском кладбище.

## Произведения в коллекциях
Военно-исторический музей Тихоокеанского флота, Владивосток.
Всероссийская творческая общественная организация «Союз художников России» (ВТОО СХР), Москва.
Государственное автономное учреждение культуры «Музейно-выставочный центр Забайкальского края» (ГАУК «МВЦ Забайкальского края»), Чита.
Государственное бюджетное учреждение культуры «Сахалинский областной художественный музей» (ГБУК СОХМ), Южно-Сахалинск.
Дальневосточный художественный музей (ДВХМ), Хабаровск.
Камчатский краевой художественный музей (ККХМ), Петропавловск-Камчатский.
Приморская государственная картинная галерея, Государственное автономное учреждение культуры (КГАУК ПГКГ), Владивосток.
Музей истории Дальнего Востока имени В. К. Арсеньева, Владивосток
П/О «Арктикуголь», о. Шпицберген.
Приморское отделение российского фонда культуры, Владивосток.
Республиканский выставочный зал республики Марий Эл, Йошкар-Ола.
Симферопольский художественный музей, Симферополь.
Тиксинский музей изобразительного искусства и культуры Арктики, Тикси, Республика Саха, Якутия.
Федеральное государственное бюджетное учреждение культуры "Государственный музейно-выставочный центр «РОСИЗО» (ФГБУК "ГМВЦ «РОСИЗО»), Москва.
Частные коллекции и галереи Великобритании, Италии, Китая, Республики Корея, России, США, Франции, Японии.

## Выставки
Начиная с 1958 года Анатолий Телешов участвовал в 75 групповых (в том числе всесоюзных, всероссийских, республиканских и зональных) выставках в России и за рубежом.

### Персональные выставки
1979 Выставка произведений, посвященная 50-летию со дня рождения и 25-летию творческой деятельности. Выставочный зал Приморского отделения Союза художников, Владивосток.
1982 Выставка крымских этюдов. Санаторий им. ХХII партсъезда, Симеиз, Крым.
1983 Выставка произведений. Выставочные залы Союза художников РСФСР, Москва — Ленинград.
1983 Выставка крымских этюдов. Санаторий им. ХХII партсъезда, Симеиз, Крым.
1989 Выставка произведений, посвященная 60-летию со дня рождения. Выставочный зал Приморского отделения Союза художников, Владивосток.
1991 Посмертная выставка произведений из фондов Приморской государственной картинной галереи, Государственного объединённого музея имени В. К. Арсеньева и из собрания семьи художника.
Приморская государственная картинная галерея, Владивосток.
1993 Выставка восьми картин, принадлежащих частным коллекционерам Японии. Частная галерея, Токио.
2007 Современный русский живописец. Частная галерея, Тайвань, Китай.
2008 Выставка произведений. Галерея искусств колледжа Марин, Кентфилд, Калифорния, США.
2009 Выставка, посвященная 80-летию со дня рождения. Приморская государственная картинная галерея, Владивосток.
2021 Выставка, посвященная презентации альбома — каталога «Анатолий Телешов». Приморская государственная картинная галерея, Владивосток.